# Mechthild Bernart
Mechthild Elisabeth Bernart (* 12. März 1948 in Helmstedt) ist eine deutsche Zisterzienserin.

## Leben
Bernart studierte in Bielefeld, Köln und Dortmund für das Lehramt an Sonderschulen und legte 1972 in Dortmund das Staatsexamen ab. 1977 wurde sie im Fach Pädagogik promoviert.
1978 trat sie in das Zisterzienserinnenkloster Thyrnau ein. Am 15. September 1992 wurde sie als Nachfolgerin von Caritas Baumgartner zur 48. Äbtissin von Rathausen und 5. Priorin von Thyrnau gewählt. Die Benediktion erfolgte am 12. Oktober 2002.

## Auszeichnungen
- 2024: Bayerischen Verdienstorden